# Ruiloba
Ruiloba település Spanyolországban, Kantábria autonóm közösségben. Ruiloba Comillas és Alfoz de Lloredo községekkel határos. Lakosainak száma 760 fő (2024).

## Népesség
A település népessége az elmúlt években az alábbi módon változott:
| Lakosok száma | 731  | 767  | 743  | 773  | 805  | 784  | 748  | 740  | 759  | 760  |
|               | 2001 | 2004 | 2007 | 2009 | 2012 | 2014 | 2017 | 2019 | 2022 | 2024 |